# Elymnias luteofasciata
Elymnias luteofasciata är en fjärilsart som beskrevs av Okuba 1908. Elymnias luteofasciata ingår i släktet Elymnias och familjen praktfjärilar. Inga underarter finns listade i Catalogue of Life.